# Cột Đức Mẹ ở Zábřeh

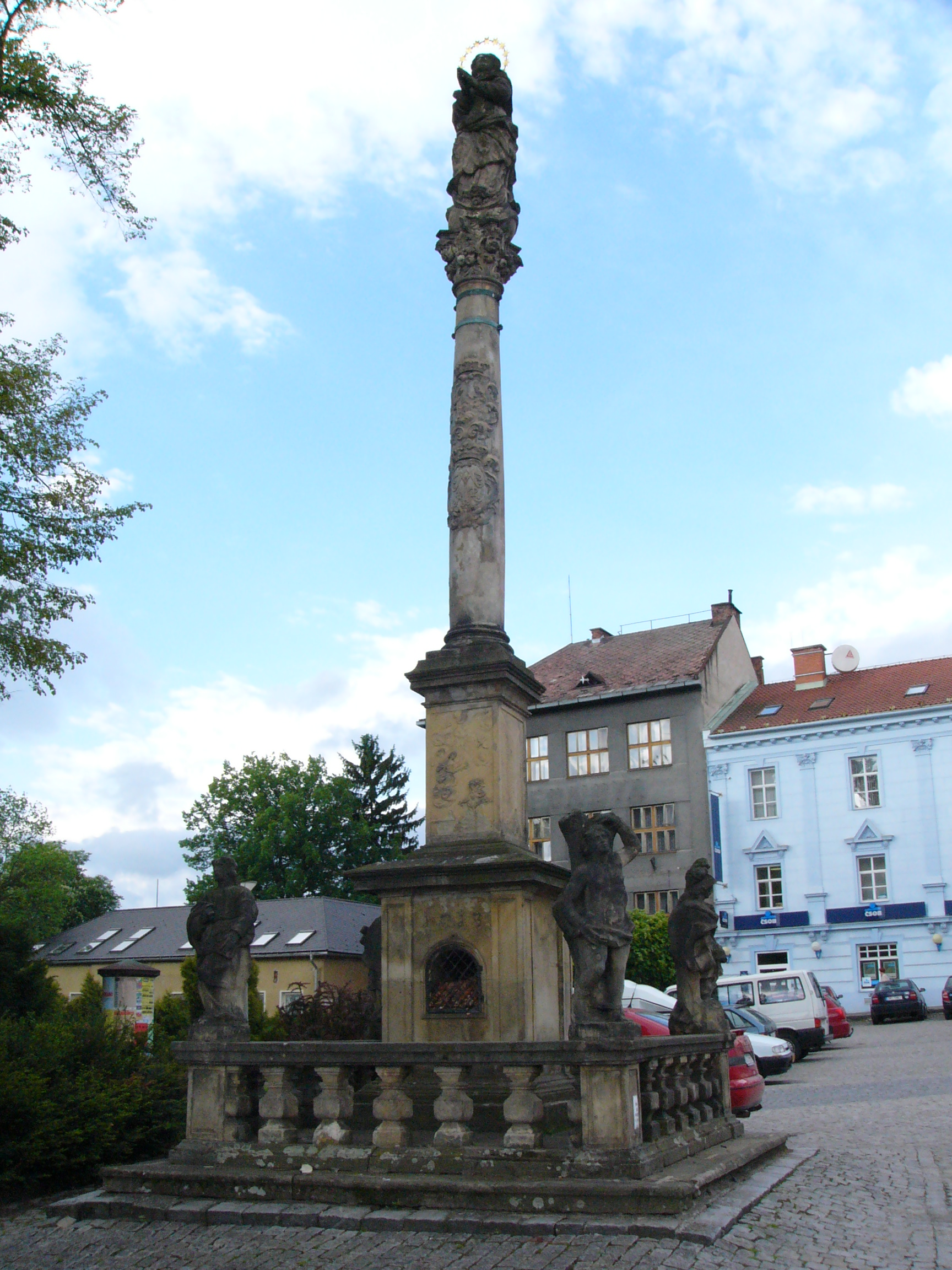
Cột Đức Mẹ ở Zábřeh (2006)

Cột Đức Mẹ ở Zábřeh (tên khác: Cột bệnh dịch, tiếng Séc: Mariánský sloup v Zábřeh, Morový sloup) là một trong những tượng đài tôn giáo nổi tiếng về Đức Mẹ, tọa lạc ở quảng trường Masaryk tại thị trấn Zábřeh, huyện Šumperk, vùng Olomoucký, Cộng hòa Séc. Tượng đài này có tên trong danh sách các di tích văn hóa của Cộng hòa Séc.

## Lịch sử
Cột Đức Mẹ được dựng lên tại quảng trường thị trấn Zábřeh vào năm 1713, nhằm để bày tỏ lòng biết ơn đối với Mẹ Maria vì Ngài đã che chở người dân thị trấn vượt qua đại dịch hạch chết người thời kỳ bấy giờ. Cột được trùng tu đáng kể vào thế kỷ 20 vào năm 2008.

## Mô tả
Cột Đức Mẹ ở Zábřeh được làm từ đá sa thạch và có chiều cao khoảng 8,5 mét. Trên đỉnh cột là bức tượng mang phong cách Baroque khắc họa hình ảnh Đức Mẹ Đồng trinh vô nhiễm nguyên tội đang diện một bộ áo dài. Mẹ Maria đang nhìn hướng lên trời trong khi chắp tay trước ngực để cầu nguyện cho nhân loại. Đằng sau mái tóc là một vòng hào quang được kết từ 12 ngôi sao. Ngoài ra, xung quanh phần bệ tượng đài còn có những bức tượng của bốn vị thánh: Thánh Florian, Thánh Jan Nepomucký, Thánh Roch thành Montpellier và Thánh Sebastian.